# Байкура
Байкура — река в Таймырском Долгано-Ненецком районе Красноярского края России. Расположена на полуострове Таймыр. Длина 33 км.
Протекает с севера на юг по горам Бырранга и впадает в залив Ямубайкура озера Таймыр. Исток образуют два горных ручья на высоте 222 метра.
В верховьях течёт по ущелью, глубиной около двухсот метров. Значительных притоков не имеет, множество малых безымянных. У устья берега заболочены.
Бассейн Байкуры граничит с бассейном реки Северная (её притоками Озёрный и Неоднородная) на западе и бассейном Няньсуяму (её притоком Ламбешитари) на востоке.

## Топографические карты
- Лист карты S-48-IX,X п-ов Туруза-Молла. Масштаб: 1 : 200 000. Указать дату выпуска/состояния местности.